# Mauricio Cravotto
Antonio Mauricio Rodrigo Cravotto Schiavon (Montevideo, 26 de septiembre de 1893 - 14 de octubre de 1962) fue un arquitecto uruguayo, considerado uno de los fundadores del urbanismo en Uruguay.

## Biografía
Sus padres fueron Antonio Cravotto y Angelina Schiavón.
Graduado como arquitecto en la Facultad de Arquitectura de la Universidad de la República en 1917. En dicha casa de estudios dirigió durante mucho tiempo un taller de proyectos de arquitectura donde fue Decano de la misma también.
Participó en el Primer Salón de Arquitectura realizado en 1918, ganando la medalla de oro que premiaba al mejor trabajo presentado.
Elaboró, dirigiendo un equipo de técnicos, el Plan Regulador de Montevideo de 1930, el cual nunca se concretó. Entre sus obras destacan el Montevideo Rowing Club, el Palacio Municipal y el Hotel Rambla.
Fue ganador del concurso para el plan regulador de la ciudad de Mendoza (Argentina) en el año 1941, dejando en el tercer lugar al equipo del Grupo Austral, que supuestamente incluía a Le Corbusier. En realidad, Le Corbusier no estuvo involucrado en el diseño, pero los fundadores de Austral habían trabajado con él y esperaban su eventual colaboración.
En esta misma época, colaboró con Arnaldo Gladosch y Edvaldo Pereira Paiva en la redacción del expediente urbano y del anteproyecto de plan regulador de la ciudad de Porto Alegre, Brasil.
En la década del 30' realiza su casa/estudio "Kalinen" sobre Av. Sarmiento, actual sede de la Fundación Cravotto.

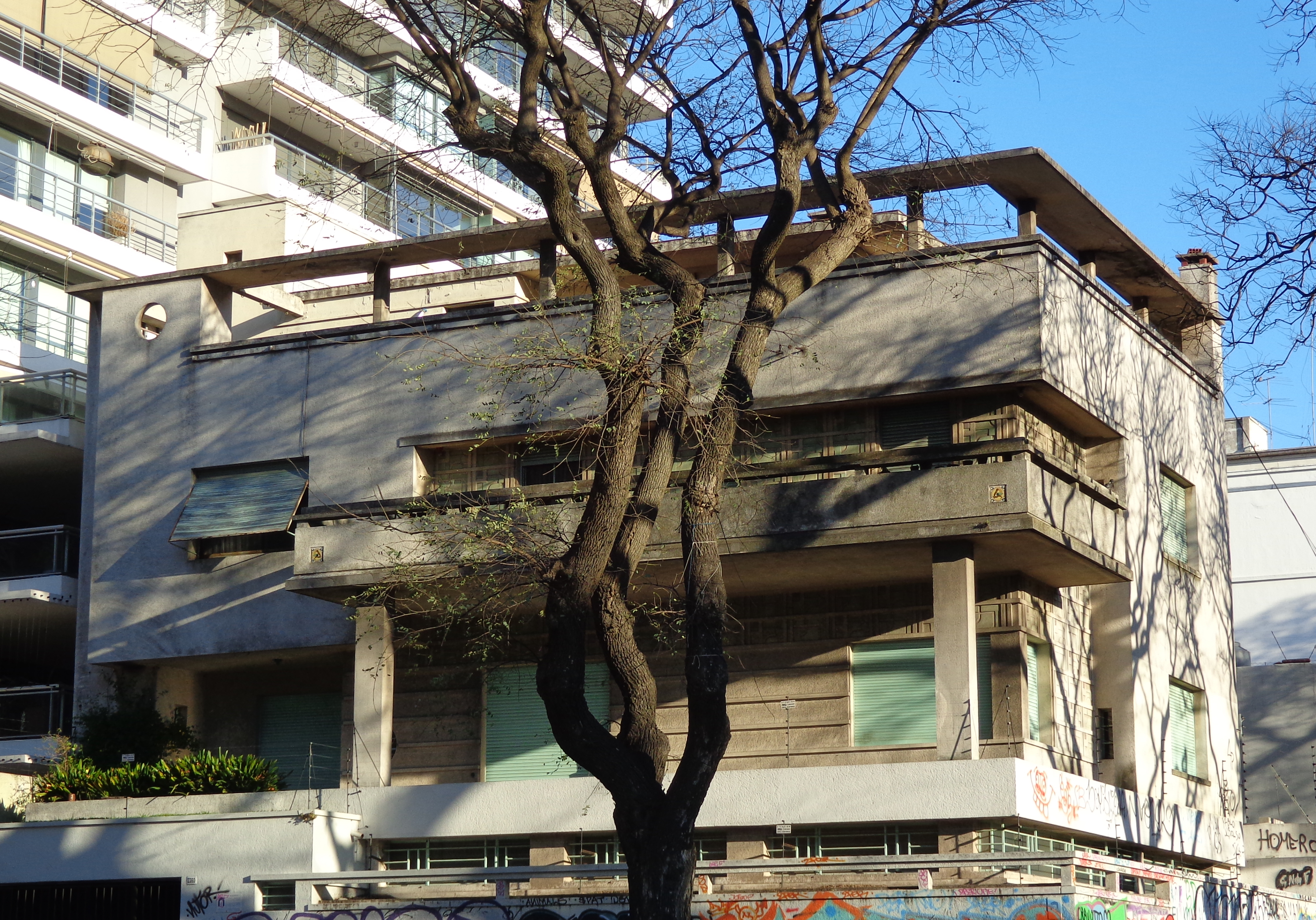
Estudio del Arq. Cravotto

En su obra intenta exponer los peligros del racionalismo puro y la alienación de la gran ciudad, que hace tabla rasa sobre su pasado.
Su hijo Antonio también fue un destacado arquitecto.

## Obras
- Rambla Hotel - 1931
- Pabellón uruguayo para la Exposición Iberoamericana de Sevilla - 1929
- Edificio Frugoni - 1927
- Montevideo Rowing Club - 1923
- Palacio Municipal de Montevideo - 1924-1929[3]